# مارتن هاريسون
مارتن هاريسون (بالإنجليزية: Martin Harrison)‏ هو لاعب كرة قدم أمريكية أمريكي، ولد في 20 سبتمبر 1967 في ليفيرموري في الولايات المتحدة.

## وصلات خارجية
- مارتن هاريسون على موقع مرجع كرة القدم المحترفة.كوم (الإنجليزية)